# Johann Focke

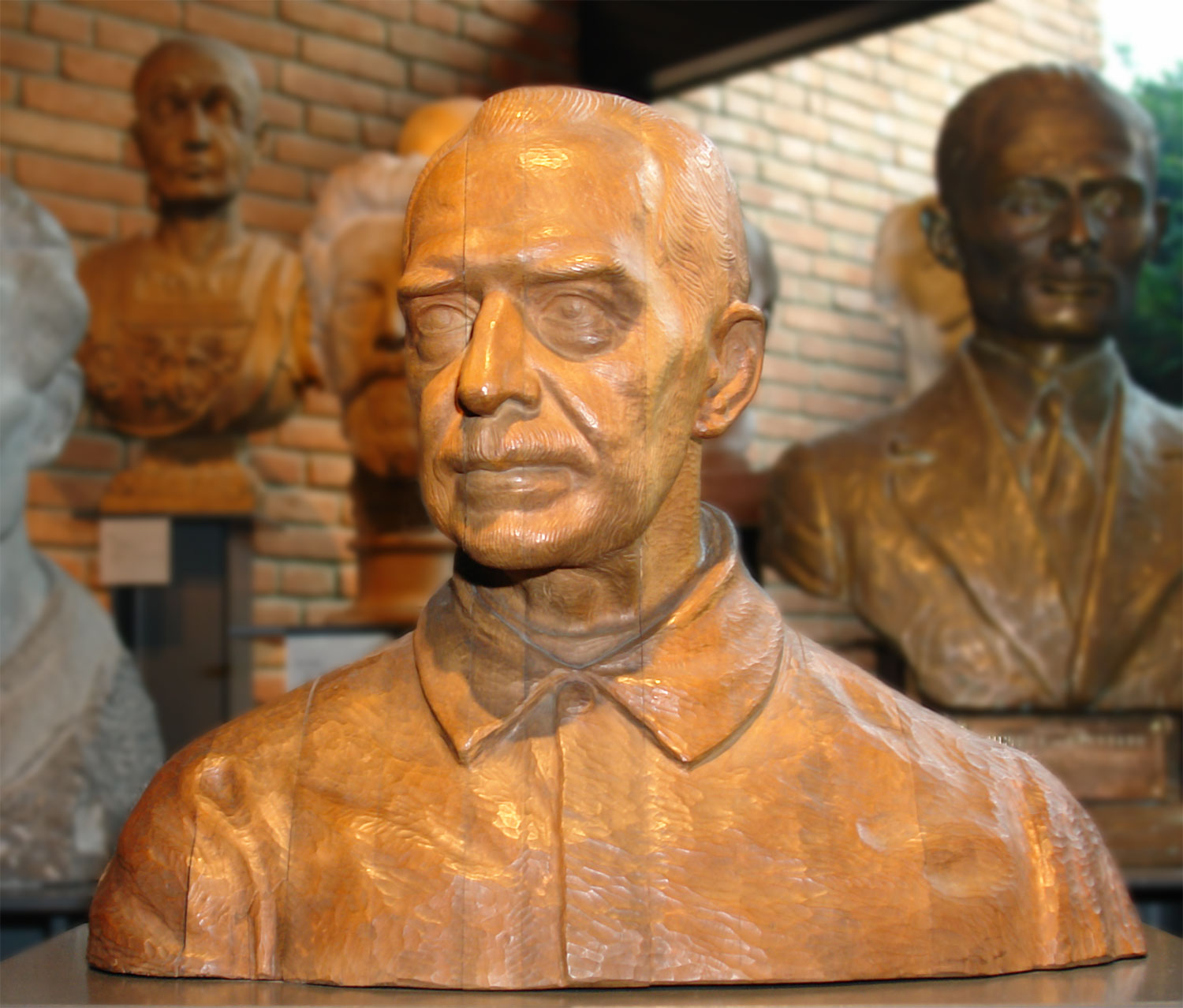
Büste von Johann Focke im Focke-Museum

Johann Focke (* 8. Juni 1848 in Bremen; † 10. Dezember 1922 ebenda) war ein Syndicus der Freien Hansestadt Bremen und Gründer und Leiter des nach ihm benannten Focke-Museums in Bremen.

## Biografie
Focke war der Sohn des Richters Wilhelm Focke (1805–1865) und der Bruder des Arztes und Botanikers Wilhelm Olbers Focke. Er besuchte das Alte Gymnasium in Bremen. Er studierte Jura an der Universität Heidelberg, Universität Berlin und der Universität Göttingen. Während seines Studiums wurde er 1867 Mitglied der Burschenschaft Frankonia Heidelberg. Nach seiner Teilnahme als Soldat am Deutsch-Französischen Krieg promovierte er im Jahre 1873 zum Dr. jur. Zunächst war er als Advokat tätig. Er hat seit 1875 für den Bremer Senat als Regierungssekretär im Bereich Häfen, Eisenbahn und Armenpflege gearbeitet. Er  war auch Administrator des Arbeitshauses und als Stellvertreter des Standesbeamten tätig. 1878 wurde er Senatssekretär und am 11. November 1898 Syndikus des Senats in Bremen.

Johann Focke ist der Vater des Malers und Flugzeugpioniers Wilhelm Focke sowie von Henrich Focke, dem Flugzeugbauer und Mitbegründer der Focke-Wulf AG.
Seit 1881 plante Focke, seine privat gesammelten Bremensien in einem Heimatmuseum der Öffentlichkeit zugänglich zu machen. Erst 1900 konnte er das Historische Museum im Kreuzgang und Refektorium des früheren Katharinenklosters eröffnen.  Das Focke-Museum musste mehrmals umziehen, wobei die Bestände ständig wuchsen.

Seit 1898 gehörte er dem Vorstand der Historischen Gesellschaft Bremen an und trug dazu bei, dieser Gesellschaft durch fundierte Forschungsarbeiten einen streng wissenschaftlichen Charakter zu geben.

## Ehrungen
- Zum 70. Geburtstags Fockes wurde das Museum 1918 in Focke-Museum für bremische Altertümer umbenannt.
- Im Ortsteil Sebaldsbrück wurde eine Straße nach ihm benannt.

## Werke
- Bremische Werkmeister aus älterer Zeit, Nachschlagebuch, 1890.[1]
- Ausführliches Werkverzeichnis. In: Bremisches Jahrbuch, hg. v. d. Historischen Gesellschaft Bremen, Band 40, Bremen 1941, S. 42 ff.